# Los Villares
Los Villares és un municipi situat en la comarca metropolitana de Jaén (Espanya) i actualment emmarcat en l'àrea metropolitana de Jaén.
Es troba a uns 13 km al sud de Jaén, el que, unit al seu clima menys calorós a l'estiu, la converteixen en un dels principals emplaçaments per a les residències estivals de la capital. Dintre del nucli urbà s'ajunten els rius Eliche i rio Frío.